# Croix de Montaure
La croix de Montaure est un monument situé à Montaure, en France.

## Localisation
La croix se situe place de l'église.

## Historique
L'édifice, une  croix de cimetière, est daté du XVe siècle-XVIe siècle.
La croix est inscrite comme monument historique depuis le 3 décembre 1954.